# Eyre-schiereiland
Het Eyre-schiereiland is een driehoekig schiereiland van Zuid-Australië in de Indische Oceaan. Het wordt begrensd door de Spencergolf in het oosten, de Grote Australische Bocht in het westen en de Gawler Ranges in het noorden.
Het heette oorspronkelijk Eyre’s Peninsula en is vernoemd naar ontdekkingsreiziger Edward John Eyre, die in 1839-1841 delen van het schiereiland verkende. De kustlijn werd voor het eerst in kaart gebracht door de expedities van Matthew Flinders in 1801-1802 en rond dezelfde tijd de Franse ontdekkingsreiziger Nicolas Baudin. Flinders noemde tijdens dezelfde reis ook het nabijgelegen Yorke-schiereiland en de Spencergolf.
De economie van het schiereiland is voornamelijk agrarisch, met een groeiende sector aquacultuur, mijnbouw en toerisme. De belangrijkste steden zijn Port Lincoln in het zuiden, Whyalla en Port Augusta in het noordoosten (verbonden via de Whyalla-lijn), en Ceduna in het noordwesten.
Op het schiereiland bevindt zich de rotsformatie Murphys Haystacks.
Het schiereiland vormt de grens tussen de mariene ecoregio Grote Australische Bocht in het westen en de mariene ecoregio Zuid-Australische Golven in het oosten.
- Library of Congress Control Number: sh85046716
- Nationale Bibliotheek van Israël: 987007565469305171
- Virtual International Authority File: 315526953